# Nevishögs kyrka

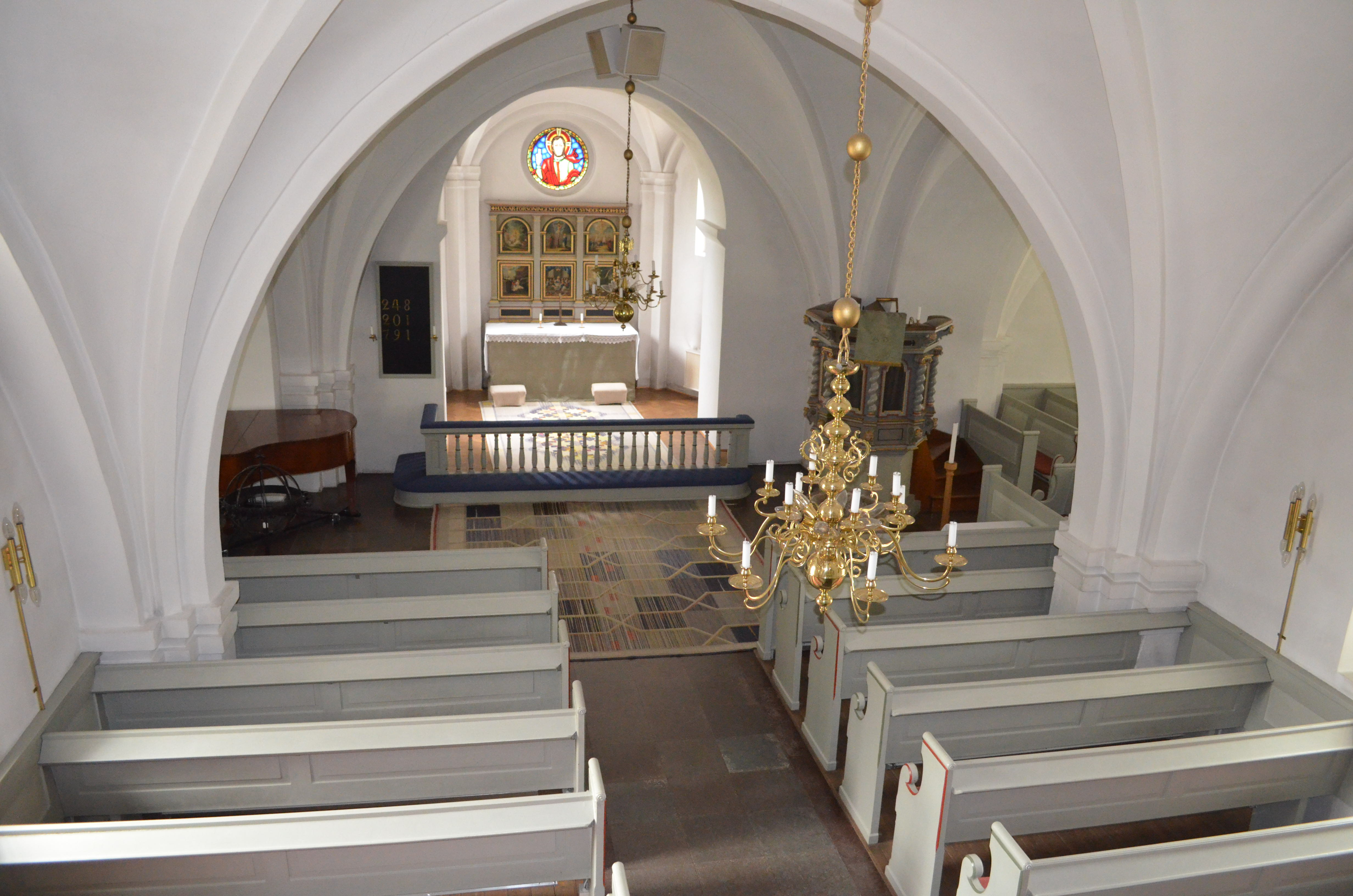
Nevishögs kyrkorum

Nevishögs kyrka är en kyrkobyggnad i Nevishög strax söder om Staffanstorp. Den tillhör Sankt Staffans församling i Lunds stift. Kyrkan inhägnas av häck och kallmur.

## Kyrkobyggnaden
Kyrkans äldsta delar är långhuset som kom till runt år 1200. På 1400-talet välvdes kyrkan och fick ett torn.
År 1845 byggdes korsarmen i norr. År 1856 tillkom den södra korsarmen samtidigt som man rev det gamla koret som ersattes av det nuvarande tresidiga koret.

## Inventarier
Predikstolen härstammar från 1600-talet och är förhållandevis anonymt konstnärligt.
Dopfunten är samtida med kyrkans äldsta delar och är således kyrkans äldsta inventarie. Cuppan pryds med repstavar, och foten har gapande lejonhuvud.
I korfönstret finns en glasmålning utförd av Hugo Gehlin vid en renovering på 1930-talet.

### Orgel
- 1847 byggde Jöns Olsson Lundahl, Brågarp, en orgel. Den byggdes om 1869 av Nils Åkesson.
- 1874 byggde Rasmus Nilsson, Malmö en orgel med 9 stämmor, 2 manualer och 1 pedal. Invigd i juli 1874.
- 1920 byggde A. Mårtenssons Orgelfabrik AB, Lund en orgel med 12 stämmor.
- 1946 byggde A. Mårtenssons Orgelfabrik AB, Lund en orgel med 20 stämmor.
- Den nuvarande orgeln byggdes 1988 av A. Mårtenssons orgelfabrik AB, Lund och är mekanisk. Fasaden är från 1874 års orgel.

| Huvudverk I         | Svällverk II           | Pedal         | Koppel  |
| Principal 8'        | Dubbelflöjt 8´         | Subbas 16´    | I/P     |
| Gedackt 8'          | Salicioanl 8'          | Principal 8´  | II/P    |
| Oktava 4'           | Voix celeste 8'        | Borduna 8'    | II/I    |
| Rörflöjt 4'         | Italiensk Principal 4' | Kvintadena 4' | II 4'/P |
| Oktava 2'           | Spetsflöjt 4'          | Fagott 16'    |         |
| Sesquialtera 2 chor | Blockflöjt 2'          |               |         |
| Mixtur 3-4 chor     | Cymbel 2 chor          |               |         |
| Trumpet 8'          | Oboe 8'                |               |         |
| Tremulant           | Tremulant              |               |         |
|                     | Crescendosvällare      |               |         |

- 2021 så rengjorde man orgeln och ändrade i orgelns disposition och intonering. Detta utfördes av firman Orglarstvo Močnik, Slovenien.

| Huvudverk I       | Svällverk II       | Pedal        | Koppel  |
| ----------------- | ------------------ | ------------ | ------- |
| Principal 8'      | Rörflöjt 8'        | Subbas 16'   | I/P     |
| Dubbelflöjt 8'    | Voix céleste 8'    | Principal 8' | II/P    |
| Viola di Gamba 8' | Salicional 8'      | Borduna 8'   | II/I    |
| Octava 4'         | Bastetthorn 8'     | Flöjt 4'     | II 4'/P |
| Flauto amabile 4' | Flauto traverso 4' | Fagott 16'   |         |
| Kvinta 2 2/3'     | Waldflöjt 2'       |              |         |
| Octava 2'         | Cornettino 2 chor  |              |         |
| Mixtur 3-4 chor   | Oboe 8'            |              |         |
| Trumpet 8'        | Tremulant          |              |         |
| Tremulant         | Crescendosvällare  |              |         |